# Distretto di Sidi Aïch
Il distretto di Sidi Aïch è un distretto della provincia di Béjaïa, in Algeria, con capoluogo Sidi Aïch.